# Mistrzostwa Ameryki Południowej w Piłce Siatkowej Kobiet 2003
XXV Mistrzostwa Ameryki Południowej w piłce siatkowej kobiet odbyły się w 2003 roku w Bogocie w Kolumbii. W mistrzostwach wystartowały 4 reprezentacje. Mistrzem została po raz trzynasty reprezentacja Brazylii.

## Klasyfikacja końcowa
| Miejsce | Reprezentacja |
| ------- | ------------- |
|         | Brazylia      |
|         | Argentyna     |
|         | Peru          |
| 4.      | Wenezuela     |